# Nko'olong
Nko'olong (ou Nkoolong, Nkolong) est un village du Cameroun situé dans la région du Sud et le département de l'Océan, sur la route qui relie Akom II à Kribi. Il fait partie de la commune de Niété.

## Population
En 1967, la population était de 243 habitants, principalement des Boulou. Lors du recensement de 2005, on y dénombrait 402 personnes. Selon des sources locales plus récentes, publiées en 2015, le nombre d'habitants est estimé à 3 000 (Boulou et Bakola) et 25 pygmées.

## Ressources
L'agriculture, la collecte de produits forestiers non ligneux (PFNL) et la chasse constituent les principales activités économiques du village.

## Infrastructures
La localité dispose notamment d'un établissement scolaire public et d'un marché périodique.